# Lanțul Doneț

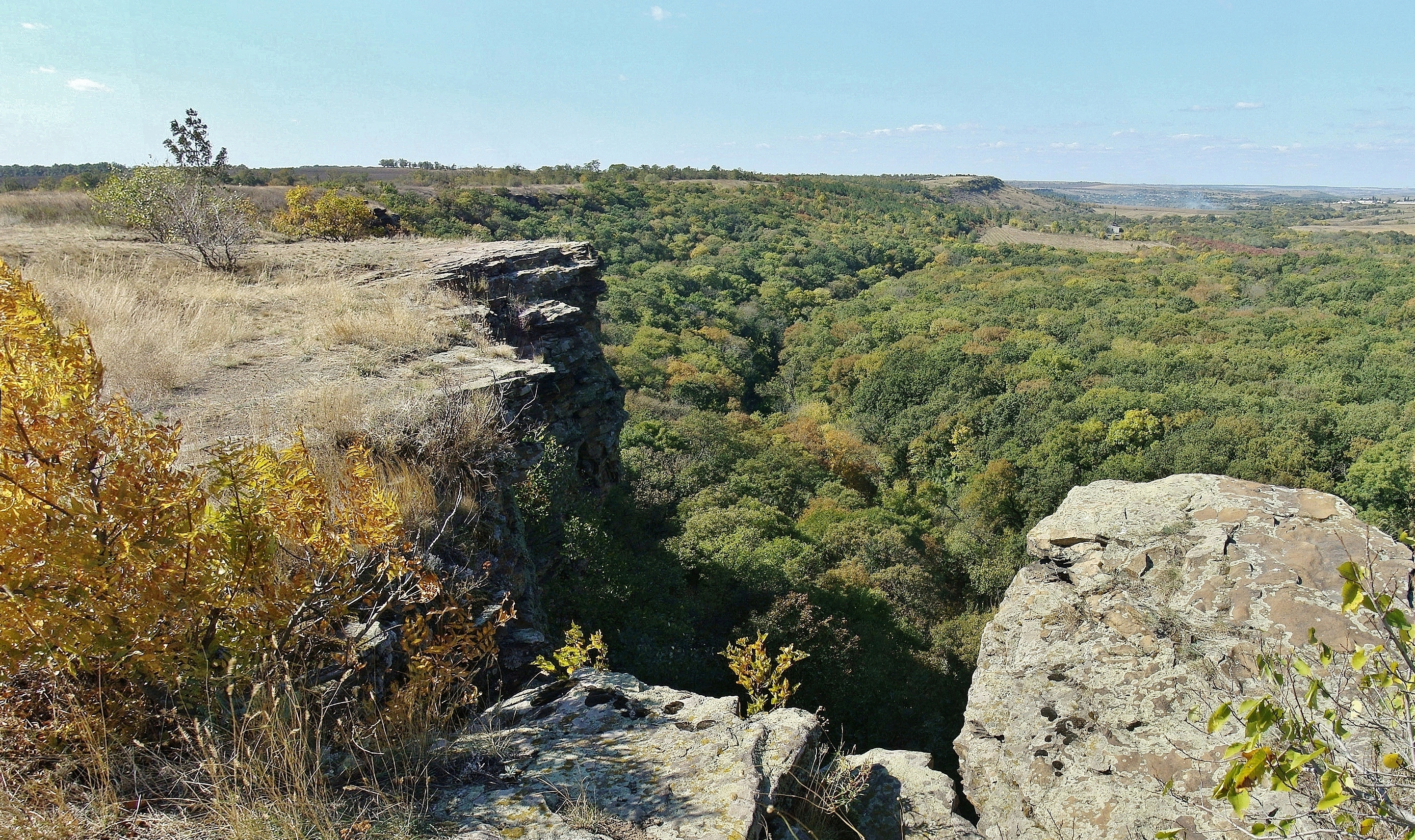
Lanțul Doneț lângă Krînka

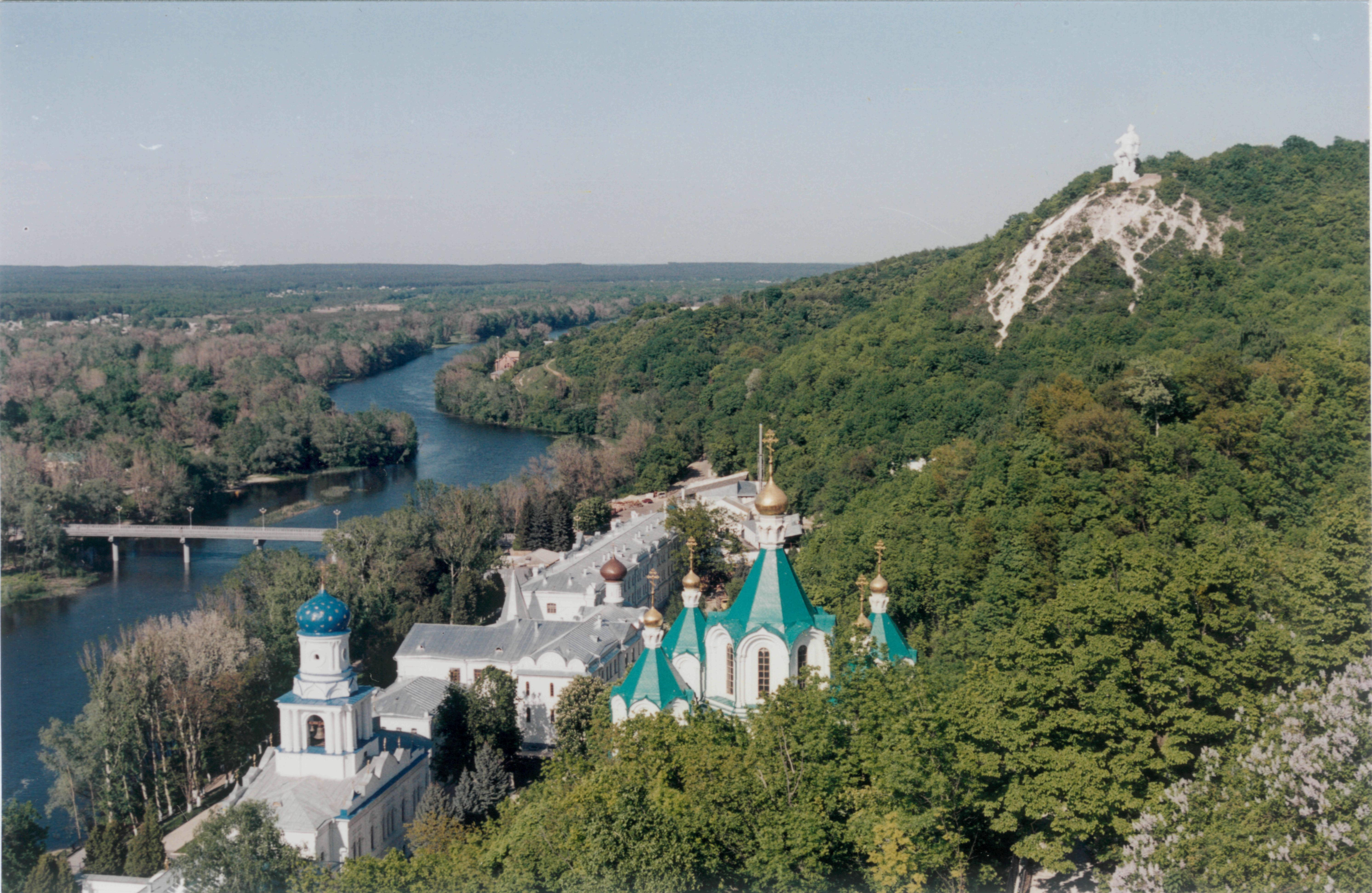
Dealurile cretoase ale Lanțului Doneț de lângă râul Doneț și lavra Adormirii Maicii Domnului de la Sviatogorsk

Lanțul Doneț sau lanțul deluros Doneț, masivul deluros Donețk, este un masiv deluros, fiind cea mai înaltă parte sud-estică a Podișului Doneț. Este situat în regiunile Lugansk, Donețk și parțial în regiunea Harkov din Ucraina și în nord-vestul regiunii Rostov din Rusia. La nord coboară brusc spre valea râului Doneț. Înălțimea medie a lanțului Doneț este de 200-300 m, maximală de 367 m (măgura Mecetnaia). Geostructural este legat de structura cutată Doneț. Este compus din gresii, calcare, șisturi, marne, roci cretacice și alte roci. Cea mai mare parte a suprafeței lanțului Doneț este ocupată de cumpăna principală a apelor, care trece de-a lungul liniei Debalțevo - Petrovenki - Rovenki - stația Doljanskaia și împarte lanțul deluros în versanții nordici și sudici. De la cumpăna principală a apelor se extind cumpene secundare. Rețeaua hidrografică este foarte deasă (până la 0,6 km/km²), dar râurile au un conținut scăzut de apă. Cele mai mari râuri sunt râurile Doneț și Mius. Lanțul Doneț se caracterizează prin forme de relief structural-denudat (coame deluroase, șuvițe de apă, cueste și roci reziduale neerodate), forme de relief carstice (în principal doline de până la 30 m adâncime în partea de nord-vest a lanțului) și forme de relief antropogenice legate de extracția cărbunelui (halde), materialelor de construcție (cariere), calcarelor fondante, etc. Lanțul Doneț este situată în regiunea fizico-geografică nord-stepică înaltă Doneț.